# Eutolmus implacidus
Eutolmus implacidus là một loài ruồi trong họ Asilidae. Eutolmus implacidus được Loew miêu tả năm 1871.